# Fishlabs
Fishlabs GmbH (anteriormente Fishlabs Entertainment GmbH y Deep Silver Fishlabs) es un desarrollador de videojuegos alemán con sede en Hamburgo. Fundado en 2004 por Michael Schade y Christian Lohr, el estudio es mejor conocido por su serie Galaxy on Fire. Tras un breve procedimiento de quiebra, Fishlabs fue adquirida por Koch Media y reorganizada como parte de su sello editorial de juegos Deep Silver.

## Historia
Fishlabs fue fundada en 2004 por Michael Schade y Christian Lohr, constituida bajo el nombre Fishlabs Entertainment GmbH. Ese mismo año, la compañía recibió una ronda de financiación, que les permitió pagar los gastos de desarrollo durante varios años mientras generaban ingresos por sus lanzamientos. Desarrolló juegos publicitarios como Barclaycard's Waterslide Extreme. En mayo de 2010, Fishlabs planeó una ronda de la serie B y anunció sus planes de ingresar al mercado de los juegos multijugador masivos en línea.
A mediados de 2013, Fishlabs se había quedado sin dinero; en octubre, se eliminaron 25 puestos de trabajo antes de que la empresa pasara a la autoadministración. El 2 de diciembre, la empresa de medios Koch Media anunció que había adquirió Fishlabs, que en adelante operaría como el estudio móvil dedicado para su sello editorial de juegos, Deep Silver. Como el acuerdo era un acuerdo de activos, todos los activos de Fishlabs, incluidos 52 empleados, fueron transferidos a Koch Media y incorporados en una nueva división, llamada Deep Silver Fishlabs. La antigua entidad legal de la compañía, Fishlabs Entertainment GmbH, iba a ser disuelta, y ambos fundadores abandonaron la empresa. Schade y Lohr abandonaron la empresa y fundaron el desarrollador de Everspace, Rockfish Games. Como resultado del cambio de propiedad y la estabilidad financiera asociada, Fishlabs también pasó a la publicación de videojuegos.
Fishlabs empleaba a 95 personas en enero de 2023. En noviembre, Embracer Group, la empresa matriz de Koch Media (ahora conocida como Plaion), se sometió a una reducción de costes. Se anunció que los despidos afectarían a unos 50 empleados de Fishlabs.

## Videojuegos
| Año  | Título                                                 | Plataforma(s)                                                            |
| ---- | ------------------------------------------------------ | ------------------------------------------------------------------------ |
| 2008 | Motoraver 3D                                           | J2ME                                                                     |
| 2009 | Galaxy on Fire                                         | iOS, Symbian, J2ME, Android, Zeebo                                       |
| 2009 | Powerboat Challenge                                    | iOS, J2ME, Zeebo                                                         |
| 2009 | Rally Master Pro                                       | iOS, J2ME, Symbian, Zeebo                                                |
| 2009 | Deep 3D                                                | J2ME, Symbian                                                            |
| 2010 | Galaxy on Fire 2                                       |                                                                          |
| 2011 | Galaxy on Fire 2                                       | Android, Macintosh, iOS, PC                                              |
| 2011 | Snowboard Hero                                         | iOS, Android                                                             |
| 2013 | Galaxy on Fire: Alliances                              | iOS, Android                                                             |
| 2014 | Secret Files: Sam Peters                               | iOS, Android                                                             |
| 2014 | Secret Files: Tunguska                                 | Android, iOS                                                             |
| 2015 | Galaxy on Fire: Manticore Rising                       | TvOS                                                                     |
| 2015 | Lost Horizon                                           | Android, iOS                                                             |
| 2015 | Secret Files: Sam Peters                               | Android                                                                  |
| 2016 | Galaxy on Fire 3: Manticore                            | iOS                                                                      |
| 2016 | Sacred Legends                                         | Android, iOS                                                             |
| 2016 | The Interactive Adventures of Dog Mendonça & Pizza Boy | Android, iOS                                                             |
| 2017 | Galaxy on Fire 3: Manticore                            | Android                                                                  |
| 2017 | Galaxy on Fire: Alliances                              | Android                                                                  |
| 2018 | Dead Island: Survivors                                 | Android, iOS                                                             |
| 2018 | Manticore: Galaxy on Fire                              | Nintendo Switch                                                          |
| 2019 | Saints Row: The Third - The Full Package               | Nintendo Switch                                                          |
| 2020 | Saints Row IV: Re-Elected                              | Nintendo Switch                                                          |
| 2021 | Chorus                                                 | Windows, PlayStation 4, PlayStation 5, Stadia, Xbox One, Xbox Series X/S |
| 2023 | Valheim                                                | Xbox One, Xbox Series X/S                                                |